# Онлайнова служба знайомств
Онлайнова служба знайомств, або сайт знайомств — інтернет-ресурс, користувачі якого мають змогу знайомитись та спілкуватись один з одним. У кожного користувача сайту знайомств є анкета, куди він вносить інформацію. За цими параметрами інші користувачі мають змогу відфільтровувати сприйнятну для себе категорію людей при пошуку.